# Списък с епизоди на „Дървото на живота“
Това е списъкът с епизоди на българския сериал „Дървото на живота“ с оригиналните дати на излъчване.

## Епизоди
| Сезон | Сезон | Време на излъчване | ТВ Сезон | Епизоди | Премиера             | Финал              | Времетраене                               |
| ----- | ----- | ------------------ | -------- | ------- | -------------------- | ------------------ | ----------------------------------------- |
|       | 1     | Неделя, 20:00      | 2013     | 12      | 3 март 2013 г.       | 26 май 2013 г.     | 45 минути (без рекламите) 51 мин. – 1 еп. |
|       | 2     | Неделя, 21:00      | 2013     | 12      | 22 септември 2013 г. | 8 декември 2013 г. | 70 минути (без рекламите) 80 мин. – 1 еп. |

 Внимание:  Текстът по-долу разкрива сюжета на произведението (или части от него)!

### Сезон 1: 2013
| № | #  | Заглавие   | Режисура   | Сценарий   | Първо излъчване             | Първо излъчване             | Рейтинг (в милиони) |
| --- | -- | ---------- | ---------- | ---------- | --------------------------- | --------------------------- | ------------------- |
| 1 | 1  | Неизвестно | Неизвестно | Неизвестно | 03.03.2013 г. / 20:00 UTC+2 | 03.03.2013 г. / 20:00 UTC+2 | Неизвестно          |
| „Годината е 1908. Уважаваният видинчанин Асен Вълчев, опълченец и радетел на българщината, посреща най-големия си син Йордан и зет си Тодор. Двамата се връщат след акция в Пиринска Македония. Те служат в българската армия, но участват като доброволци в движението за освобождение на Македония. Семейство Вълчеви ги посреща с гордост и облекчение. Майката на Йордан – Петруна – и сестра му Бела, се вълнуват чисто по женски. Братята му – контето Панто, начетеният Христо и изтърсакът Илия – изразяват всеки по своему чувствата си. Домашната помощ в къщата – Яна, Цветана и Любен – също взимат участие в посрещането на героите от семейството. Асен Вълчев е горд с делото на Йордан и Тодор, докато жените се страхуват за живота им. Петруна очаква от Йордан да поеме фабриката и ресторанта, които в негово отсъствие стопанисва Илия. Бела тайно се надява дългогодишните ѝ опити да зачене от Тодор най-накрая да се увенчаят с успех. Останалите братя, които са встрани от битката за Македония, ревнуват. Особено сакатият Илия, който не се вписва в критериите на баща си за мъжество и доблест. Този му комплекс избива в агресията, която той упражнява над прислужницата Яна под формата на сексуални намеци и набези. Бела работи като акушерка и заради медицинските ѝ познания Мехмед Алтън – стар и близък познайник на Вълчеви – ѝ поверява възстановяването на дъщеря си Азра, която тежко е прекарала пневмония. Младото и красиво момиче прави особено впечатление на Йордан, който не я е виждал от няколко години, през които тя е пораснала. Панто е ухажван от Евдокия – дъщерята на банкера в града, която обаче той не харесва. Христо се увлича по социалистическата идеология, а Илия негодува, че е единственият, който се труди и въпреки това непрекъснато е пренебрегван. При обявяване на Независимостта на България, на Асен Вълчев се пада честта да прочете на площада манифеста на царя. Той обаче не издържа на голямото вълнение и получава удар. Състоянието му е тежко, той се прощава с Петруна, иска ѝ прошка. Междувременно, Панто и Илия вече си правят сметка как ще поделят бащиното наследство – фабрика, хотел с бирария, земи и спестявания. Асен умира и по негова воля завещанието му се прочита на гроба му. Той оставя на държавата собствеността си, която Йордан трябва да продаде и разпредели парите в общността на града. Единствено ресторантът остава на негово име – за да послужи за македонската му дейност, като приютява участниците в нея. Панто и Илия са най-разочаровани, Панто дори показно си тръгва от погребението. В семейство Вълчеви настъпва разрив.“ |    |            |            |            |                             |                             |                     |
| 2 | 2  | Неизвестно | Неизвестно | Неизвестно | 10.03.2013 г. / 20:00 UTC+2 | 10.03.2013 г. / 20:00 UTC+2 | Неизвестно          |
| „Четиридесет дни след смъртта на Асен, Петруна не одобрява решението му да обезнаследи децата си. Иска от Йордан да преосмисли изпълнението на бащината воля, но той е непреклонен. Тогава тя предприема мерки, с които да насочи и подпомогне синовете си. Тя окуражава Панто да се възползва от интереса на богатата наследница Евдокия като му намеква, че така ще осигури бъдещото си. Панто, притиснат от Петруна, извежда Евдокия на разходка с велосипеди, която завършва комично. Илия, освен че насилва Яна, я унижава, като ѝ оставя пари. Тя търпи мълчаливо, но когато губи съзнание насред работа, цялото домакинство става свидетел. Бела го отдава на женско неразположение. Тодор и Йордан получават кодирана бележка от войводата в Македония за предстояща акция по залавяне на предателя. От него разбират, че Фатих Алтън (братът на Азра, завърнал се във Видин след сделки с тютюн в Горна Джумая) е предал информацията на каймакамина. Йордан обаче помилва живота му и не позволява да го обесят като предател. Панто и Илия искат да вземат завещанието от Йордан и да се опитат да го оспорят. Христо се консултира с адвокат Каменов. Но Йордан хваща Илия да рови в документите му, преди да успеят да предприемат нещо и плановете им пропадат. Христо обаче се сближава с адвоката – двамата споделят увлечение по социализма, Христо посещава негова лекция по темата, впечатлява се и от много по-младата му и красива жена Елена. Сериозно обмисля отправеното му предложение да започне работа в кантората заедно с тях. Бела лекува кашлицата на Азра, която проявява интерес към професията на сестра – моли я да ѝ предаде знания, защото я чака единствено незавидната съдба на съпруга и домакиня. Йордан закриля Азра от гръмотевична буря, двамата усещат привличане помежду си. Но тя скрива пред семейството си, че Йордан я е защитил от бурята. Същевременно брат ѝ Фатих намеква пред баща им, че търговията им с тютюн ще потръгне още повече, ако се сродят с каймакамина на Горна Джумая, който има син за женене. Мехмед прави курбан за избавлението на Азра от бурята и кани Вълчеви. Отправя предложение на Йордан да купи фабриката на баща му“ |    |            |            |            |                             |                             |                     |
| 3 | 3  | Неизвестно | Неизвестно | Неизвестно | 17.03.2013 г. / 20:00 UTC+2 | 17.03.2013 г. / 20:00 UTC+2 | Неизвестно          |
| „Тодор и Йордан получават пари за муниции от организацията, но по пътя на връщане към Видин Тодор се разболява. Бела разбира от лекаря, който го лекува, че е прекарал заушка, което най-вероятно е причината за безплодието ѝ. Петруна ѝ намеква, че има и други начини да забременее, че е по-важно да има дете, а не от кого е. Бела не иска и да чуе за подобен вариант. Йордан прибира парите на организацията в тайник и притиска Фатих да си признае за предателството. Той обаче отрича да е знаел за акцията им и Йордан решава да му се довери и преговаря с баща му за фабриката. Петруна посреща Евдокия и баща ѝ Борис на гости. За Борис мотивите на Петруна и интересът на Панто към дъщеря му са ясни – искат да се подсигурят след наблагопирятното завещание. Яна спи при Цветана от страх, че Илия ще влезе в стаята ѝ. Междувременно Любен ѝ намеква за чувствата си към нея, ухажва я упорито, но тя няма интерес към него. Тревожат я съмнения, че може да е забременяла от Илия. Посещава баба-лечителка, която ѝ дава превантивно билка за помятане. Христо започва работа в кантората на Каменов. Увлича се по съпругата му Елена и за да ѝ направи впечатление влиза в конфликт с австрийския консул в града. Впоследствие е призован от него на дуел до смърт. Панто е решен да провали сделката между Йордан и Мехмед за фабриката, след като Йордан му отказва да я управляват заедно в съдружие. Заедно с Илия вдигат работниците на стачка, за да откажат Мехмед от сделката. Илия случайно намира тайника с парите за муниции. Показва ги на Панто без да обяснява откъде са, но че ще им послужат да подкупят работниците. Йордан и Азра се срещат край Дунава насаме, споделят момент на близост, но не смеят и не се надяват на интимност или на бъдеще. Религията ги дели. Когато Азра се прибира вкъщи, разбира от баща си, че ще я женят за сина на каймакамина от Горна Джумая.“ |    |            |            |            |                             |                             |                     |
| 4 | 4  | Неизвестно | Неизвестно | Неизвестно | 24.03.2013 г. / 20:00 UTC+2 | 24.03.2013 г. / 20:00 UTC+2 | Неизвестно          |
| „В града пристигат пътуващи музиканти, които са стари познати на Асен и Петруна. Един от музикантите, Миклош, харесва Бела. Елена и Каменов се опитват да убедят Христо да се откаже от дуела. Панто официално иска ръката на Евдокия от баща ѝ Борис, който го заплашва, че ако я нарани, ще го ликвидира. Петруна кани оркестъра да свирят на сватбата на Панто и Евдокия. Междувременно Панто подкупва бригадири от фабриката, за да вдигнат стачка и да осуетят продажбата на фабриката на Мехмед Алтън. Мехмед и Йордан уточняват последните детайли около продажбата на фабриката в кантората на адвокат Каменов, когато разбират за стачката. Всички потеглят натам. Йордан подозира Панто за стачката, но няма доказателства. Докато двамата се карат, Христо дръпва пламенна реч пред работниците и успява да прекрати протеста им. Елена е впечатлена от ораторските умения на младия социалист. След разговор с Петруна, Мехмед се разколебава за сделката с фабриката и я отлага. Йордан се среща с Азра. Двамата споделят обичта си. Фатих е напът да разкрие, че Азра се среща с Йордан, но Бела помага на влюбените и запазва тайната им. Тодор търси съдействие от кмета Балев за прекарване на пратката с оръжие до Македония. Илия подозира, че Яна е бременна и иска да я уволни. Тя го уверява, че не е и ще се прегледа при доктор. На импровизиран концерт на музикантите, Христо тайно дава на Елена писмо, което тя да отвори, в случай че не се върне от дуела. Елена е притеснена за него. Тя намира Йордан и му казва какво предстои на брат му. Йордан обещава да се заеме. Йордан и Тодор отиват да купят оръжието за организацията, но се оказва, че парите са по-малко. Те са изненадани, скарват се и се обвиняват един друг.“ |    |            |            |            |                             |                             |                     |
| 5 | 5  | Неизвестно | Неизвестно | Неизвестно | 31.03.2013 г. / 20:00 UTC+2 | 31.03.2013 г. / 20:00 UTC+2 | Неизвестно          |
| „Бела казва на Азра, че повече няма нужда да да идва за инхалации. Илия вижда, че тайникът, от който е взел парите, е празен. Тодор и Йордан също проверяват тайника и се оказва, че парите наистина липсват. Между двамата се усеща огромно напрежение. Илия ги подслушва и разбира, че е откраднал от тях. В яда си Тодор признава на Йордан, че напуска Бела и армията и заминава за Македония. В дома на Алтън пристига Рашиде ханъм – съпруга на горноджумайския каймакамин и майка на момчето, за което са сватосали Азра. Тя иска да види бъдещата си снаха. Азра прави всичко възможно бъдещата ѝ свекърва да не я хареса, но не успява. Рашиде ханъм я одобрява, подарява ѝ медальон. Илия признава на Панто, че парите, които му е дал, за да плати на бригадирите за стачката, са откраднати от Йордан и Тодор. Азра и Йордан се срещат. Тя къса медальона, подарен ѝ от бъдещата свекърва и го хвърля на земята, след което реже кичур от косата си и му го дава в знак на верността си. Панто предлага на Борис да купи фабриката, ако Мехмед се откаже, но Хаджиконстантинов му отказва. Бела, търсейки Еранос – шеф на оркестъра, отива при Миклош, за да уточнят датата на сватбата. Той е нежен с нея. Тя се вслушва в съвета на майка си и му се отдава. В града за сватбата пристига братовчедката на Евдокия, Божура, която е поканена за нейна кума. Панто също се запознава с Божура и веднага става ясно, че двамата са привлечени един от друг. Междувременно Йордан учи Христо да стреля, но той е безнадежден случай. Йордан разбира, че ако отиде на дуел, Христо е обречен. По-късно вечерта той отива при австрийския консул Бигелебен и го заплашва да не стреля по Христо. Яна показва на Илия бележка от доктора, че не е бременна. Той я оставя на работа. Елена се притеснява за Христо. Не издържа на напрежението и прочита писмото му. Докато тя го чете, Христо се дуелира с консула, който го оставя да го победи.“ |    |            |            |            |                             |                             |                     |
| 6 | 6  | Неизвестно | Неизвестно | Неизвестно | 07.04.2013 г. / 20:00 UTC+2 | 07.04.2013 г. / 20:00 UTC+2 | Неизвестно          |
| „В дома на семейство Вълчеви текат приготовления за сватбата на Панто и Евдокия. Петруна разпитва Йордан кое е момичето, което му е дало кичур от косата си. Той не ѝ казва. Христо става член на социалистическата партия и получва партийна книжка от Каменов. Междувременно Елена е притеснена от чувстава си към Христо, отбягва го и се опитва да накара Каменов да го освободи от кантората. Илия признава на Панто, че е наел двама власи да запалят тютюневите скаладове на Алтън и така да откажат турчина от сделката. Панто не иска да участва в това. Настъпва денят на сватбата на Панто и Евдокия. По време на тържеството Петруна забелязва увлечението на Христо към Елена. Тя, заедно с Борис Хаджиконстантинов, уговаря сватосване на Илия и Божура. Тодор вижда погледите на Миклош към Бела и ревнува от него – заплашва го. Панто остава насаме с Божура и започва флирт с нея. Докато тече празненството, обявяват всеобща мобилизация заради напрежение с Турция. Вълчеви и гостите им празнуват, а Фатих намира медальона, подарен на Азра от Рашиде ханъм до оградата на къщата им. Фатих разпитва сестра си, но Сейда поема вината вместо нея. Любен иска да помогне на Яна, но тя мисли, че е Илия и не пожелава да отвори вратата на стаята си. Любен разбира, че тя е имала отношения с някой от братята Вълчеви. Йордан се среща тайно с Азра покрай тютюневите складове. По това време двамата власи, наети от Илия, се промъкват тайно, за да запалят складовете. Йордан ги вижда и се сбива с тях. Илия става свидетел на случката и на срещата на Йордан и Азра.“ |    |            |            |            |                             |                             |                     |
| 7 | 7  | Неизвестно | Неизвестно | Неизвестно | 14.04.2013 г. / 20:00 UTC+2 | 14.04.2013 г. / 20:00 UTC+2 | Неизвестно          |
| „Йордан се опитва да научи кой е откраднал парите на организацията. Разбира от Панто, че Илия го е направил. Междувременно Илия се опитва да разубеди Фатих да купува фабриката и се изпуска, че той стои зад опита за подпалване на складовете с тютюн. В същото време Бела разбира, че е бременна и признава на Тодор, който е „на седмото небе“ от щастие. Когато Илия за пореден път се опитва да се възползва от Яна, Любен случайно влиза и става свидетел, с което успява да предотврати ситуацията. По-късно Илия отново отива да вземе своето, но Любен го напада, удря го и го сплашва. Йордан обещава на Тодор да върне парите, но не му казва кой ги е взел, което задълбочава конфликта между двамата. Въпреки суеверната Бела, Тодор празнува заедно с останалите от фамилията бременността ѝ. Междувременно Йордан заставя Илия да върне парите. Борис съобщава на Божура, че смята да я ожени за Илия. Тя се опитва да противоречи, но той е категоричен. Петруна разбира от кмета Балев, че Христо се е забъркал твърде опасно в социалистическите идеи и го грози съд. Тя пребърква стаята му и взима архива на социалистите във Видин, който Христо пази. Той се заканва, че никога няма да прости на майка си. Илия пуска слух сред турците във Видин, че Азра и Йордан се виждат тайно. Когато разбира, Мехмед заключва Азра, побеснял, че дъщеря му се среща с неверник. С помощта на турска акушерка, Сейда проверява и разбира, че дъщеря ѝ е все още „недокосната“. Когато Каменов разбира, че архивът е изгорен, гони Христо от кантората. Христо е съсипан още повече от факта, че няма да вижда повече Елена. Той оставя писмо на Петруна и заминава за София. Мехмед посещава Йордан, разочарован от постъпката му. Става ясно, че сделката за фабриката се проваля. Йордан е склонен да я продаде на Борис на по-ниска цена. Докато той страда за Азра, тя се готви да избяга. Междувременно хора, наети от Илия, пребиват Любен.“ |    |            |            |            |                             |                             |                     |
| 8 | 8  | Неизвестно | Неизвестно | Неизвестно | 21.04.2013 г. / 20:00 UTC+2 | 21.04.2013 г. / 20:00 UTC+2 | Неизвестно          |
| „Късно вечер Азра бяга от дома си и отива при Вълчеви. Петруна е паникьосана и нарежда да информират родителите ѝ. За разлика от нея, Бела е склонна да приеме любовта между Йордан и Азра. Двамата са решени да се оженят, като Азра е готова да смени вярата си. На сутринта семейство Алтън се приготвят да я изпратят с файтон в Горна Джумая, за да се ожени за сина на каймакамина. Фатих обаче вижда празната стая, разбира че Азра е избягала. Фатих и Мехмед, заедно с пазвати, отиват при Вълчеви, за да си я вземат. След сериозно спречкване между Йордан и Фатих, който вади нож, Мехмед решава да успокои обстановката – не е дошъл да лее кръв. Умолява Йордан да му върне дъщерята, но той е непреклонен. Мехмед търси помощ от мюфтията, но той го обвинява, че не е опазил дъщеря си. Един от турските първенци предлага да се оплачат на турския пълномощен министър в София – Асим Бей, който му е приятел. В същото време Йордан урежда сватбата с попа – в един ден ще кръстят Азра и ще се оженят. Любен се връща след побоя, докато у Вълчеви обсъждат предстоящата сватба. Лъже, че е паднал от коня. Петруна се заканва да не отиде на венчавката. Илия иска от Панто да му помогне да придобие бирарията, но Панто отказва и го изненадва с новината, че само той ще има дял от фабриката. Когато Илия му казва, че именно той е издал Йордан и заради него Панто е получил възможност да придобие дяловете, Панто не е особено трогнат. Илия разбира, че ще остане без нищо. В София турският пълномощен министър Асим Бей е получил телеграма и посещава министъра на вътрешните работи – Михаил Такев, който поради предстояща визита на Цар Фердинанд при султана, обещава на Асим Бей да действа спешно. Нарежда да накажат Йордан. Въпреки че не приема връзката на Йордан и Азра, Тодор се съгласява да стане неин кръстник и да им кумува. Щастлив, че най-после ще получи своето, Панто съблазнява Божура. Междувременно Йордан официално продава фабриката на Борис. Йордан, Азра, Тодор и Бела са в църквата за венчавката, където обаче идва полиция, за да вземе Азра. Те нареждат тя да бъде върната на родителите ѝ, защото е непълнолетна. Кметът Балев съобщава на Йордан, че министърът е наредил да го уволнят от армията. В резултат на събитията хората от Видин се събират на площада, за да подкрепят влюбените. От София министър Такев нарежда да извикат войската. Младежи от тълпата успяват да вземат Азра от Околийското. На площада Йордан разубеждава войниците. Те са готови да си тръгнат. Фатих обаче го е взел на мушка, но преди да успее да го убие, Тодор го прострелва, незабелязан, с бастуна-пистолет.” |    |            |            |            |                             |                             |                     |
| 9 | 9  | Неизвестно | Неизвестно | Неизвестно | 28.04.2013 г. / 20:00 UTC+2 | 28.04.2013 г. / 20:00 UTC+2 | Неизвестно          |
| „Любовната история между туркинята Азра и българинът Йордан разтърсва цялата държава. След смъртта на брат си Фатих, Азра прави опит да приеме християнството и да заживее с Йордан. Но чувството за вина я смазва и в решителния момент Азра се отрича от любовта си. Пътищата на влюбените се разминават. Двамата напускат Видин, всеки поема по собствен път. Следите на Азра се изгубват в столицата, а Йордан търси смъртта в Македония... С времето спомените избледняват и Видин започва да забравя кървавата история. Три години след драматичните събития, всичко се е променило. Панто е станал заможен и уважаван бизнесмен, Илия е добре платен негов работник, който е все така безутешно влюбен в Божура и страда, заради проваления годеж с нея. Борис Хаджиконстантинов е респектиран от зет си, Евдокия вярва, че има щастливо семейство, а Божура е любовница на Панто, която се надява някой ден той да се разведе с братовчедка ѝ и да избяга с нея в Париж. Тодор и Бела са щастливи със сина си Асен, Яна помага в отглеждането му. Бела почти е успяла да си прости за греха, който има към Тодор. Не я разклаща дори новина от вестника, която съобщава за потъването на лайнера „Титаник“ и оповестяването на списъка със загиналите, сред които е Миклош. Христо е станал важна фигура в социалистическата партийна структура – изнасял е доклади на социалистическия конгрес в Копенхаген и на всерусийската конференция в Прага. Сега той е с друго, различно самочувствие. Доминира Каменов и се държи дистанцирано с Елена, която преди три години го изгони от кантората с презрение. Такава е ситуацията в семейството, когато Йордан Вълчев се завръща. Единственият човек, който му помага да се адаптира към новия живот е Яна. С търпение, любов и всеотдайност, Яна кара Йордан да намери вътрешен покой. На фона на неговото смирение, животът в къщата кипи. Социалистът Христо се опълчва на капиталиста Панто. С помощта на Илия, Христо се натъква на съмнителни детайли около дейността на фабриката – извънреден нощен труд, евтина работна ръка. Разходите на Панто надхвърлят приходите му. Неудовлетвореният Илия и амбициозният Христо решават да разследват нередностите. Панто разбира, че е шпиониран от хора от собственото си семейство. Готов е на всичко, за да прикрие мръсните финансови схеми, в които е влязъл и за които дори Борис Хаджиконстантинов не подозира. Докато мъжете Вълчеви се борят за надмощие, водени от личности интереси, надеждите на Божура да избяга с любовника си Панто внезапно рухват. Евдокия ѝ споделя, че чака дете. Излъгана в любовта, Божура решава да унищожи Панто, като съдейства на Илия в разследването на далаверите около фабриката. Късно през нощта, Илия и Христо проникват в тютюневата фабрика на Панто и Борис Хаджиконстантинов. Решават да се разделят, за да огледат наоколо. Илия потъва в мрака, Христо наднича между редица кашони. Внезапно някой стоварва юмрук в тила му. Христо губи съзнание...” |    |            |            |            |                             |                             |                     |
| 10 | 10 | Неизвестно | Неизвестно | Неизвестно | 05.05.2013 г. / 20:00 UTC+2 | 05.05.2013 г. / 20:00 UTC+2 | Неизвестно          |
| „Христо се свестява от силна болка, предизвикана от удар в корема. Вижда, че е заловен от пазачите на фабриката. Панто смъмря хората си, че не са разпознали собствения му брат. Между капиталста и социалиста отново избухва ожесточен спор – Христо се зарича да разнищи тъмните сделки, в които подозира брат си. Панто настървено го уверява, че е почтен работодател. Йордан бавно се връща към обичайния ритъм на живот. С помощта на Тодор, той е възстановен на военна служба, а Яна му помага да преодолее болезнените спомени. Двамата усещат интимно. Близостта между Яна и Йордан предизвиква завистта на прислужницата Цветана. Допълнително напрежение внася и поведението на завърналия се Любен, който продължава да пренебрегва Цветана заради чувствата си към Яна. Цветана тайно се промъква в стаята на Евдокия. Иска да си сложи от нейния парфюм, за да привлече вниманието на Любен. Докато рови из тоалетката на Евдокия, Цветана чупи порцеланова кутийка – ценен подарък от бащата на Евдокия – Борис Хаджиконстантинов. Паникьосана, Цветана бяга от стаята и премълчава стореното. Междувременно, в присъствието на Илия и Божура, Евдокия съобщава на Панто, че е бременна. Наранена от милата семейна сцена, Божура преднамерено вади носна кърпа пред очите на Евдокия. Инициалите на кърпата са ПВ (Панто Вълчев). Божура театрално избърсва насълзените си очи. Евдокия е шокирана – какво прави носната кърпа на Панто в пазвата на Божура... Божура успява да приспи съмненията на братовчедка си, но Панто е вбесен от евтините женски номера на любовницата си. Докато Божура пътува към дома си, Панто я настига, гони кочияша и се нахвърля срещу Божура. В скандала двамата се отдават на страстното си желание един към друг. Изплашеният кочияш се връща в къщата и с безпокойство казва на Илия, че господина ще пребие госпожицата. Илия бърза да предотврати побоя на Панто над Божура, но когато стига до файтона, става скрит свидетел на прелюбодеянието им. Рано сутринта Евдокия открива счупената порцеланова кутийка, обвинява Яна и настоява пред Петруна слугинята да бъде уволнена. Петруна събира Яна, Цветана и Любен, разпитва ги за стореното, но никой от тримата не признава вината си. Ядосана от поведението им, Петруна поставя ултиматум – ако до вечерта виновникът не се разкрие сам, тримата ще бъдат уволнени. За да предотврати уволняването на Цветана и Любен, Яна поема вината върху себе си и напуска къщата. Йордан е шокиран от новината за уволнението на Яна. Петруна го уверява, че прислужницата не ѝ е оставила друг избор, но Йордан е решен да върне Яна в къщата. Открива я сама и изтощена, прибира я обратно в къщата. Провокирана от постъпката му, Яна се отдава на Йордан. Слънцето се разлива над Видин. Пазарен ден е. Обичайната суматоха на града е прекъсната от внезапната новина за предстояща всеобща мобилизация. България влиза във война с Турция. Обявено е началото на Първата балканска война. Превъзбудени от новината, Тодор, Бела и Петруна нахлуват в стаята на Йордан. Заварват го в леглото с Яна...” |    |            |            |            |                             |                             |                     |
| 11 | 11 | Неизвестно | Неизвестно | Неизвестно | 12.05.2013 г. / 20:00 UTC+2 | 12.05.2013 г. / 20:00 UTC+2 | Неизвестно          |
| „От всички околни села във Видин се стичат мобилизирани войници. Народът празнува новината за предстоящата война, сякаш се готви за сватба. Българите се чувстват на крачка от сбъдването на заветната мечта за национално обединение. Къщата на Вълчеви също се тресе, но от други, различни вълнения. Петруна е в шок от онова, което се е случило между Йордан и Яна. Трудно приема факта, че синът е бил с прислужницата. За да изглади неловката ситуация, Йордан се решава на крайна стъпка. Предлага на Яна брак, с което ѝ гарантира добър живот, дори да го убият на фронта. Церемонията се случва набързо, присъства единствено свещеникът, който ги венчае. Семейството е принудено да преглътне факта, че довчерашната прислужница вече е равна с тях. Най-ужасена от случилото се е Цветана, която изгаря при мисълта, че трябва да се отнася с Яна като с господарка. В момент на ярост, Цветана споделя на Йордан, че Яна е била с брат му Илия. Пред Йордан, Яна не отрича случилото се, но признава, че е била насилена. Йордан е съсипан, в гнева си едва не убива Илия. Докато българските мъже с готовност се отиват да умрат за родината, Панто Вълчев намира начин да се откупи от военния си дълг. Под предлог, че ще бъде по-полезен на България и нейните войници с това, което умее най-добре – да произвежда тютюн, и с помощта на известна сума, Панто се откупва. Поради недъга си, Илия също остава във Видин. Христо, Йордан и Тодор се подготвят за дългото пътуване към смъртта. Осъзнал, че може би няма да има друг шанс, преди заминаването Христо прави последен опит да спечели Елена. За първи път тя открито отвръща на чувствата му, без да мисли за болния си съпруг и доброто си име. След заминаването на тримата братя за фронта, в семейството се случва инцидент с малкия Асенчо. Обезумели от мъка, жените се грижат за него, но по всичко личи, че шансовете му да оцелее са нищожни. Чувството за вина поболява Бела. Тя е убедена, че е наказана за греха, който е сторила. Дните минават, а подобрение при детето няма... Междувременно, чрез изнудване на работниците, Илия събира доказателства за далаверите на Панто в тютюневата фабрика. Чрез измама и зад гърба на Борис Хаджиконстантинов, Панто отклонява огромни средства, които прибира за себе си. Примката около Панто постепенно се затяга. Предстои проверка от София на документацията във фабриката. От тази проверка зависи голямата правителствена поръчка за износ на тютюн към фронта. Борис Хаджиконстантинов признава на Панто, че това е сделката на живота му. Разпорежда се документите да бъдат подготвени. Панто е в паника. Осъзнава, че ако злоупотребите му се разкрият, ще влезе в затвора. По същото време, бременната и изнервена Евдокия открива, че е лъгана от съпруга си. В бурен скандал между съпрузите, Панто не успява да се овладее и казва на Евдокия всичко онова, което е трупал през годините – че я ненавижда, че се е оженил за нея само заради парите на баща ѝ, че го отвращава... Панто затъва в собствения си капан. Единственият изход, който вижда за себе си, е бягството. След скандала с Евдокия, той отива при спящата Божура и ѝ предлага да избяга с него. След кратки колебания Божура се съгласява. Трябва само да минат през бирарията, за да вземат парите, които Панто е заделил за себе си. Панто и Божура предпазливо вървят към бирарията под прикритието на нощта. На площада цари суматоха. Хора тичат, крещят, носят кофи вода. Панто с ужас открива, че бирарията гори, заедно с всичко, което е заделял през годините... В мрака, от отсрещната страна на улицата, Илия го наблюдава със зловеща усмивка... Тъмнината го поглъща.”                                                                                |    |            |            |            |                             |                             |                     |
| 12 | 12 | Неизвестно | Неизвестно | Неизвестно | 26.05.2013 г. / 20:00 UTC+2 | 26.05.2013 г. / 20:00 UTC+2 | Неизвестно          |
| „Войната е в разгара си. Писмата летят в две посоки – от дома към фронта и обратно. Войниците са изтощени, гладни и болни. Ужас сковава онези, които чакат... Няколко реда, писмо или известие за смърт... Пощальонът едва успява да се добере до окопа. Носи писма. Сред получателите са и Йордан и Тодор. Двамата четат – лицето на единия се озарява от щастие. Лицето на другия помръква. Йордан разбира, че Яна носи неговото дете. Тодор разбира, че е напът да загуби своето. Войната започва да тежи и на най-смелите... Във Видин Панто стига дъното, а Илия е на крачка да сбъдне мечтите си. Безскруполен и озлобен, Илия разказва на Борис Хаджиконстантинов за измамите на Панто. Изнудва банкера да го направи управител на фабриката и да уволни Панто. В противен случай го заплашва, че ще отиде в полицията с всички събрани доказателства. Панто не подозира, че в дъното на всичките му нещастия стои собственият му брат. След острите думи, които си разменят, наранената Евдокия взима решение да напусне Панто. Притиснат от обстоятелствата, Панто прави невъзможното, за да запази жена си. Осъзнава, че тя е единственият му коз пред Хаджиконстантинов. Евдокия остава глуха за думите му и напуска къщата. Уплашена от последствията, Божура също го отблъсква. Биячите на Хаджиконстантинов го преследват. В неприятна среща с банкера, Панто разбира, че фабриката вече има друг управител. Довчерашният първенец на Видин, човекът, за когото всяка врата беше отворена, който притежаваше най-красивите жени и тънеше в охолство, изведнъж се оказва сам, изоставен и беден. В отчаянието си Панто се обръща за помощ към Илия. Иска от него малка сума, с която да напусне страната. Илия великодушно се съгласява да организира отпътуването му. Панто е благодарен, без да знае, че спасителят му е причина за падението му. Бела и Петруна продължавата да се молят за живота на малкия Асен. Бела получава писмо от Тодор, в което той я заклева да спаси детето... При поредна атака Христо е тежко ранен и отнесен в полевия лазарет. Йордан нахлува в лазарета, насочва се към леглото на унесения Христо. Без да поглежда, пита сестрата ще оживее ли брат му. Чува познат глас, който го успокоява – състоянието му е стабилно. Йордан вдига глава и вижда, че милосърдната сестра, която му говори, е Азра. Във Видин Панто и Илия вървят към малък пристан. Всеки миг лодката, която трябва да отведе Панто към Румъния, ще се появи. Панто отново благодари на Илия, моли го за прошка. Прегръща го толкова силно, че Илия усеща как се задушава. Лодката се появява. Панто се качва, лодкарят бавно започва да гребе. Илия набира смелост пред отдалечаващия се Панто и в злорадо опиянение му признава всичко, което е извършил. Панто се взира в него. Лодката се отдалечава... Мисълта, че синът му ще си отиде без да го е видял за последно, побърква Тодор. Той е твърдо решен да се върне във Видин. Нахлува в палатката на главнокомандващия и иска разрешение за отпуск. Предвид предстоящата атака, командването отказва да пусне Тодор. Обезумял, македонецът яхва коня и препуска напред. Срещу него се изправят двама от подчинените му. Тодор спира, адютантите го приканват да се върне обратно в окопа. Тодор се усмихва, стисва юздите и силно рита коня в хълбоците. След еднократно предупреждение е произведен изстрел. Още миг конят препуска с усмихнатия Тодор, след това тялото му бавно се свлича на земята. Тодор гледа към небето, пред очите му минават образи от миналото – Асен, Бела... Ръката на Тодор бавно се отпуска. Вятърът разпръсва кичур детска косичка... По същото време, във Видин, Асенчо отваря очи и моли майка си за чаша вода. Бела взима детето на ръце, разплаква се и се усмихва щастлива...“ |    |            |            |            |                             |                             |                     |

### Сезон 2: 2013
| № | #  | Заглавие   | Режисура   | Сценарий   | Първо излъчване             | Първо излъчване             | Рейтинг (в милиони) |
| --- | -- | ---------- | ---------- | ---------- | --------------------------- | --------------------------- | ------------------- |
| 13 | 1  | Неизвестно | Неизвестно | Неизвестно | 22.09.2013 г. / 21:00 UTC+2 | 22.09.2013 г. / 21:00 UTC+2 | Неизвестно          |
| След края на Първата световна война и абдикацията на Цар Фердинанд промените се случват със скоростта на светлината. Довчерашните военнопленници вече са победители. Очарователният френски офицер Жак Боало (Симеон Лютаков) се завръща във Видин – вече като наместник в града. Новата му позиция го принуждава да работи с полковник Йордан Вълчев (Христо Шопов), докато чувствата му към Яна (Луиза Григорова) растат. Яна мечтае за Боало, но се опитва да остане вярна на Йордан, който смътно започва да усеща, че съпругата му е променена. Преломният момент в отношенията им настъпва в една късна интимна вечер, когато Яна решава да покаже на мъжа си това, което е видяла да прави една шантонерка с френските пленници – еротичен танц и опит за орална любов. Но как ще се отрази този ход на семейните им отношения? В изпълнение на международните спогодби френският капитан Боало издава заповед – войсковите части в града трябва да се разоръжат и разформироват, както и да предадат знамето на Втори бдински полк на победителите. Йордан обещава на Боало да спази заповедта, но тайно съставя план, с който да опази честта на българската армия. Божура (Теодора Духовникова), отегчена от семейния живот, започва да се оглежда за нещо ново, непознато и вълнуващо. В това време в обкръжението на съпруга ѝ се появява тайнственият геолог Франц Винербергер (Калин Врачански)... Едно театрално представление, организирано от Боало, за да стопи ледовете между победители и победени във Видин, се превръща в параван за тайни ходове и комбинации. А когато тази бурна вечер е към края си, във Видин се завръща Панто Вълчев (Владимир Карамазов). |    |            |            |            |                             |                             |                     |
| 14 | 2  | Неизвестно | Неизвестно | Неизвестно | 29.09.2013 г. / 21:00 UTC+2 | 29.09.2013 г. / 21:00 UTC+2 | Неизвестно          |
| |    |            |            |            |                             |                             |                     |
| 15 | 3  | Неизвестно | Неизвестно | Неизвестно | 06.10.2013 г. / 21:00 UTC+2 | 06.10.2013 г. / 21:00 UTC+2 | Неизвестно          |
| |    |            |            |            |                             |                             |                     |
| 16 | 4  | Неизвестно | Неизвестно | Неизвестно | 13.10.2013 г. / 21:00 UTC+2 | 13.10.2013 г. / 21:00 UTC+2 | Неизвестно          |
| |    |            |            |            |                             |                             |                     |
| 17 | 5  | Неизвестно | Неизвестно | Неизвестно | 20.10.2013 г. / 21:00 UTC+2 | 20.10.2013 г. / 21:00 UTC+2 | Неизвестно          |
| |    |            |            |            |                             |                             |                     |
| 18 | 6  | Неизвестно | Неизвестно | Неизвестно | 27.10.2013 г. / 21:00 UTC+2 | 27.10.2013 г. / 21:00 UTC+2 | Неизвестно          |
| |    |            |            |            |                             |                             |                     |
| 19 | 7  | Неизвестно | Неизвестно | Неизвестно | 03.11.2013 г. / 21:00 UTC+2 | 03.11.2013 г. / 21:00 UTC+2 | Неизвестно          |
| |    |            |            |            |                             |                             |                     |
| 20 | 8  | Неизвестно | Неизвестно | Неизвестно | 10.11.2013 г. / 21:00 UTC+2 | 10.11.2013 г. / 21:00 UTC+2 | Неизвестно          |
| |    |            |            |            |                             |                             |                     |
| 21 | 9  | Неизвестно | Неизвестно | Неизвестно | 17.11.2013 г. / 21:00 UTC+2 | 17.11.2013 г. / 21:00 UTC+2 | Неизвестно          |
| |    |            |            |            |                             |                             |                     |
| 22 | 10 | Неизвестно | Неизвестно | Неизвестно | 24.11.2013 г. / 21:00 UTC+2 | 24.11.2013 г. / 21:00 UTC+2 | Неизвестно          |
| |    |            |            |            |                             |                             |                     |
| 23 | 11 | Неизвестно | Неизвестно | Неизвестно | 01.12.2013 г. / 21:00 UTC+2 | 01.12.2013 г. / 21:00 UTC+2 | Неизвестно          |
| |    |            |            |            |                             |                             |                     |
| 24 | 12 | Неизвестно | Неизвестно | Неизвестно | 08.12.2013 г. / 21:00 UTC+2 | 08.12.2013 г. / 21:00 UTC+2 | Неизвестно          |
| |    |            |            |            |                             |                             |                     |